# Patima Tungpuchayakul
Patima Tungpuchayakul (geboren ca. 1970 in der thailändischen Provinz Pathum Thani) ist eine thailändische Friedensaktivistin. Sie gründete die Labour Rights Promotion Network-Stiftung LPN und befreite Tausende von Sklaven, die auf Schiffen und entlegenen Inseln unter brutalen Bedingungen und ohne Lohn für die Fischindustrie arbeiteten. Patima Tungpuchayakuls Arbeit steht im Mittelpunkt des 2018 veröffentlichten Dokumentarfilms Ghost Fleet.

## Leben
Patima Tungpuchayakul wuchs nördlich von Bangkok auf. Sie studierte Humanities und Sozialwissenschaften an der Universität von Maha Sarakham und schloss 1996 damit ab. Ihr Einsatz für Menschenrechte begann, als sie feststellte, dass in Fabriken in ihrer Nähe Migranten unter unmenschlichen Bedingungen arbeiteten. 2008 trug sie zu einer Gesetzgebung bei, die erstmals explizit Zwangsprostitution und Menschenhandel unter Strafe stellte. Im größten Fischereihafen Thailands, Samut Sakhon, baute sie zusammen mit ihrem Mann Sampong Srakaew eine Einrichtung zum Schutz von Migranten auf. Diese erhielten aufgrund dieser Aktion Arbeitserlaubnisse und bekamen den Mindestlohn ausgezahlt. Die Kinder der Einwanderer kamen zur Schule, medizinische Versorgung wurde bereitgestellt.
Ohne staatliche Unterstützung startete Patima Tungpuchayakul im August 2014 auf Schiffen die Suche nach versklavten Männern, die auf Fischereibooten arbeiteten. Sie befreite bis zum Oktober 2016 dreitausend solcher Opfer der thailändischen Fischindustrie. Viele hatten seit ihrer Kindheit in Ketten gelegen, wurden in Käfigen auf Inseln gefangen gehalten, Schlägen und Folterungen ausgesetzt. Viele Männer, die sie fand, waren so jung in die Sklaverei gekommen, dass sie sich an ihre Heimatorte und Eltern nicht mehr erinnern konnten.
Obwohl die Regierung davon spricht, Überfischung und Menschenhandel gäbe es nicht, stellten Human Rights Watch und andere Nicht-Regierungsbehörden fest, dass im Jahr 2013 zwischen 17 und 25 % der in der Fischindustrie tätigen Personen unter sklavenähnlichen Bedingungen arbeiteten, die Sprache nicht sprachen und kein Geld für eine Arbeitserlaubnis hatten.
Patima Tungpuchayakul erhielt mehrere Auszeichnungen, etwa den 2018 Jairo Mora Sandoval Bravery Award. Ihre Geschichte erzählt der 2018 von Shannon Service und Jeffrey Waldron produzierte Dokumentarfilm Ghost Fleet (Geisterflotte).